# Cirrhilabrus roseafascia
Cirrhilabrus roseafascia es una especie de peces de la familia Labridae en el orden de los Perciformes.

## Distribución geográfica
Se encuentran en Nueva Caledonia.